# بییریاس د کامپس
بییریاس د کامپس (به اسپانیایی: Villerías de Campos) یک شهرستان در اسپانیا است که در استان پالنسیا واقع شده‌است.

## خصوصیات
بییریاس د کامپس ۲۲ کیلومترمربع مساحت و ۱۲۲ نفر جمعیت دارد.